# Corticosterona
A Corticosterona é um hormônio da classe dos glicocorticóides. É o principal glicocorticóide liberado pelo córtex das adrenais de roedores, algumas espécies de pássaros, répteis e anfíbios.Nos seres humanos os principais glicocorticóides são o cortisol e a cortisona, embora suas adrenais liberem uma certa quantidade de corticosterona. Quando há um déficit na liberação do cortisol a cortiscoterona passa a ser o principal glicocorticóide humano. Os glicocorticóides estão relacionados a respostas ao estresse, além da regulação do metabolismo lipídico, protéico e glicídico. A corticosterona é um hormônio diabetogênico e imunossupressor. Durante períodos de estresse ou mesmo depressão um aumento de corticosterona implica menor atividade de certos ramos do sistema imunológico, podendo chegar a levar animais (há experimentos com roedores) a uma diminuição da vigilância imunológica a tumores possibilitando o desencadeamento de um câncer por exemplo. A regulação deste hormônio esta submetida ao eixo hipotálamo-hipófise chegando às adrenais. Principalmente os núcleos paraventriculares do hipotálamo libera o CRH (hormônio liberador de corticotropina) que segue para a adenohipófise onde os corticotrófos liberarão o ACTH (hormônio adenocorticotrópico) que age no córtex adrenal que responde liberando a corticosterona. Esta apresenta [[feedback]] negativo sobre a liberação do CRH e logo age então indiretamente sobre sua própria liberação.